# Sahyadria denisonii
Sahyadria denisonii  (лат.) — вид пресноводных рыб семейства карповых. Назван в честь Уильяма Томаса Денисона (1804—1871), губернатора (с 1861 по 1866 год) города Мадрас, Индия.
Популярная аквариумная рыба. Хотя вид был описан давно, но в аквариумах стал популярным сравнительно недавно (ориентировочно с 1997 года). Это связано со сложностью размножения данной рыбки в неволе, и, соответственно, высокой цене на неё.
Вид Puntius chalakkudiensis имеет почти аналогичный внешний вид и потому ранее (до 1999 года) они считались одним видом.
Встречается в богатых кислородом реках и ручьях южной части Индии (в основном штаты Керала и Карнатака) с быстрым течением. Вследствие вылова для продажи, а также загрязнения рек отходами сельского хозяйства и бытовыми отходами (моющие средства, удобрения и т. д.) естественная популяция вида сократилась за последние 15 лет на 50 %.
Тело рыбы удлинённое, обтекаемой формы, напоминает торпеду. Основной цвет окраски серебристо-золотой. Спина оливкового цвета. Вдоль боковой линии проходит широкая чёрная полоса. Над ней от носа до уровня спинного плавника проходит красная. Хвостовой плавник раздвоенный, на его лопастях проходят поперечные полоски жёлтого и чёрного цвета. Первый луч спинного плавника окрашен красным. Остальные плавники прозрачные.
Половой диморфизм не выражен. Самка имеет более округлое брюшко, чем самцы и окраска её тела немного бледнее.
В природе длина тела достигает 15 сантиметров, в аквариуме — 9—12 см. Продолжительность жизни составляет до 8 лет.
Содержание рыб в аквариуме относительно сложное. Это мирная, стайная рыбка. При одиночном содержании рыбка становится чрезвычайно пугливой, поэтому лучше содержать стайку не менее чем из 6-ти особей. Сама рыбка очень активная, быстрая, а потому может легко выпрыгнуть из аквариума. В качестве соседей следует выбирать мирных и спокойных рыб с похожими условиями содержания.
Рекомендуемый объём аквариума — от 200 литров. Аквариум должен быть закрыт крышкой (чтобы рыбки не выпрыгивали). Грунт желательно тёмный, чтобы подчёркивал окраску рыб. Также необходимо обеспечить постоянный поток воды в аквариуме, который бы имитировал течение реки.
Рыбы всеядны. В рацион входят живой (дафния, мотыль, коретра и др.), комбинированный, растительный, а также сухие корма.
Параметры воды:
- температура — 19—25 °C, выдерживают понижение температуры до 15 °C,
- жёсткость — от 5 до 25 dH, принципиального значения не имеет,
- кислотность — pH 6,5—8.

Необходимо обеспечить активную аэрацию и фильтрацию воды.
Точных рекомендаций по разведению этих рыбок в домашних аквариумах нет. Получить потомство удавалось лишь в единичных случаях. Продаваемых рыб разводят, вероятно, с использованием гормональных инъекций.